# Thomas Mogensen
Thomas Mogensen (født 30. januar 1983 i Odder) er en dansk tidligere håndboldspiller, som spillede for den danske klub SønderjyskE Håndbold. Han var i over et årti en profil for tyske SG Flensburg-Handewitt, inden han i 2018 vendte hjem til den danske liga og Skjern Håndbold. Han skiftede i sommeren 2020 til SønderjyskE Håndbold. I 2022 indstillede han spillerkarrieren for at blive sportsmanager i selvsamme klub, SønderjyskE Håndbold.
Mogensen fik debut på det danske A-landshold den 17. juni 2003.
I december 2010 blev han af landstræner Ulrik Wilbek forhåndsudtaget til den spillertrup der repræsenterede Danmark ved Verdensmesterskaberne 2011 i Sverige. Han stoppede på landsholdet i 2014.

## Klubber
- Odder IGF (1988-2002)
- Viborg Håndboldklub (2002-2003)
- GOG Svendborg (2003-2007)
- SG Flensburg-Handewitt (2007-2018)
- Skjern Håndbold (2018-2020)
- SønderjyskE Håndbold (2020-nu)